# グルタリルCoA
グルタリルCoA(glutaryl-CoA)は、リシンおよびトリプトファンの代謝中間体の一つ。